# Singaporiansk dollar
Singaporiansk dollar (S$) är den valuta som används i Singapore i Asien. Valutakoden är SGD. 1 dollar delas i 100 cent.
Valutan infördes 1967 och ersatte den tidigare valutan Malaya and British Borneo dollar som infördes 1953, som i sin tur ersatte den malaysiska dollarn som infördes 1939. Denna ersatte Straits-dollarn som infördes 1845. Innan dess användes indisk rupie som valuta.
Valutan har en fast växelkurs till den bruneiska dollarn (BND), det vill säga 1 SGD = 1 BND, och den är giltig valuta även i Brunei.

## Användning
Valutan ges ut av Monetary Authority of Singapore / Penguasa Kewangan Singapura, MAS som grundades 1971 och som har huvudkontoret i staden Singapores centrum.

## Valörer
- mynt: 1 Dollar
- underenhet: 1, 5, 10, 20 och 50 cents
- sedlar: 2, 5, 10, 50, 100, 1000 och 10.000 SGD